# Plateumaris rustica
Plateumaris rustica är en skalbaggsart som först beskrevs av Kunze 1818.  Plateumaris rustica ingår i släktet Plateumaris, och familjen bladbaggar. Enligt den svenska rödlistan är arten nära hotad i Sverige. Arten förekommer i Götaland, Öland och Svealand. Arten har tidigare förekommit i Nedre Norrland men är numera lokalt utdöd. Artens livsmiljö är våtmarker.

## Bildgalleri

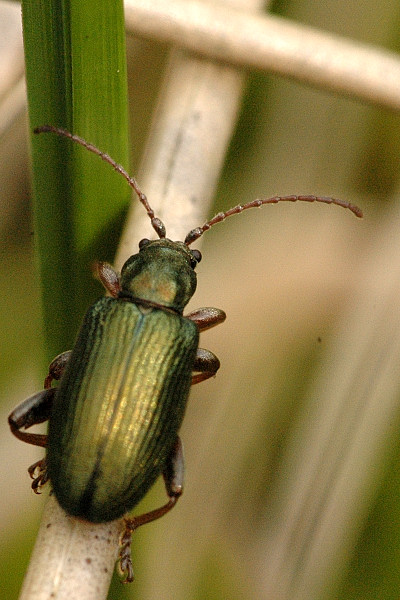
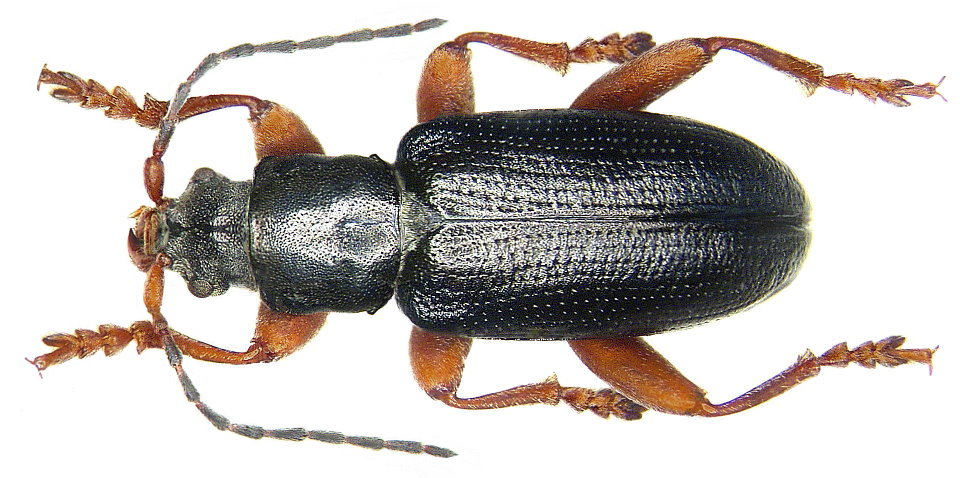